# Florencia Peña
María Florencia Peña, (Buenos Aires, 7 de Novembro de 1974) é uma actriz, comediante e apresentadora de televisão argentina. Começou aos 4 anos com o programa Festilindo. Está casada com o músico Mariano Otero e tem dois filhos.

## Filmogafia
- Ángel, la diva y yo, 1999
- ¿Y dónde está el bebé?, 2002
- Chicken Little, 2005 (voz)
- Chile 672, 2006
- Dormir al sol, 2009

### TV
- Festilindo, 1979
- Clave de Sol, 1989
- Nosotros y los otros, 1989
- Son de Diez, 1992 (Canal 13)
- Regalo del Cielo, 1993
- Sueltos, 1996
- "De corazón",1997-1998
- "La Nocturna", 1998-1999
- Verano del '98, 1998 - 2000
- Chabonas, 2000
- Tiempo final, 2000-2002
- Poné a Francella, 2001-2002
- ¿Quién es Alejandro Chopi?,  2002
- Disputas, 2003
- La Banda de Cantaniño en Telefe, 2003 (Telefe)
- "El show de la tarde", 2004 con Marley
- La Niñera, versão de The Nanny de Fran Drescher, 2004-2005
- Casados con hijos, versão de Married... with Children, com Guillermo Francella 2005-2007 (Telefe)
- Hechizada, versão de Bewitched, 2007 (Telefe)
- Una de dos, 2008 com Fabián Vena y Luis Luque
- "Viaje de Locos", 2009, (Telefe) com Marley

## Teatro
Los monólogos de la vagina (Os Monólogos da Vagina), Grease, Blancanieves (Branca de Neve), Confesiones de mujeres de 30, Mamá es una estrella, Shakespereando, De carne somos,  Desangradas en glamour, Sweet Charity, etc.

## Prêmios
- Premios Martín Fierro 2002, 2006
- Premios ACE, 2007.